# Бочковиці (Малопольське воєводство)
Бочковиці (пол. Boczkowice) — село в Польщі, у гміні Ксьонж-Великі Меховського повіту Малопольського воєводства.
Населення — 190 осіб (2011).
У 1975-1998 роках село належало до Келецького воєводства.

## Демографія
Демографічна структура станом на 31 березня 2011 року:
|          | Загалом | Допрацездатний вік | Працездатний вік | Постпрацездатний вік |
| -------- | ------- | ------------------ | ---------------- | -------------------- |
| Чоловіки | 96      | 23                 | 59               | 14                   |
| Жінки    | 94      | 16                 | 51               | 27                   |
| Разом    | 190     | 39                 | 110              | 41                   |